# Sachsen (Schiff, 1878)
Die Panzerkorvette Sachsen war das Typschiff der nach ihr benannten Sachsen-Klasse, einer Klasse von vier Kriegsschiffen der Kaiserlichen Marine. Kiellegung war im April 1875 bei der Werft AG Vulcan in Stettin. Der Stapellauf erfolgte am 21. Juli 1877, die Indienststellung am 21. Oktober 1878.

## DieSachsen-Klasse

Detail der Panzerung des Panzerschiffs Sachsen

Erste Planungen für die Schiffe der Klasse entstanden bereits 1861. Die vier geplanten Schiffe waren vor allem für die Küstenverteidigung im Einsatzraum Ostsee vorgesehen. Da der Bauauftrag an der Stettiner Werft schneller fertig war als der erste Auftrag an der Kaiserlichen Werft in Kiel, wurde die Sachsen (Haushaltsname: „Panzerschiff B“) unvorhergesehen zur Namensgeberin ihrer Klasse. Typschiff wäre sonst ihr Schwesterschiff Bayern („Panzerschiff A“) geworden. Ab 1884 waren alle vier Schiffe einsatzfähig. In den Jahren 1896 bis 1899 wurden sie umgebaut und erhielten dabei neue Kesselanlagen mit nur noch einem großen Schornstein.

## Technische Daten

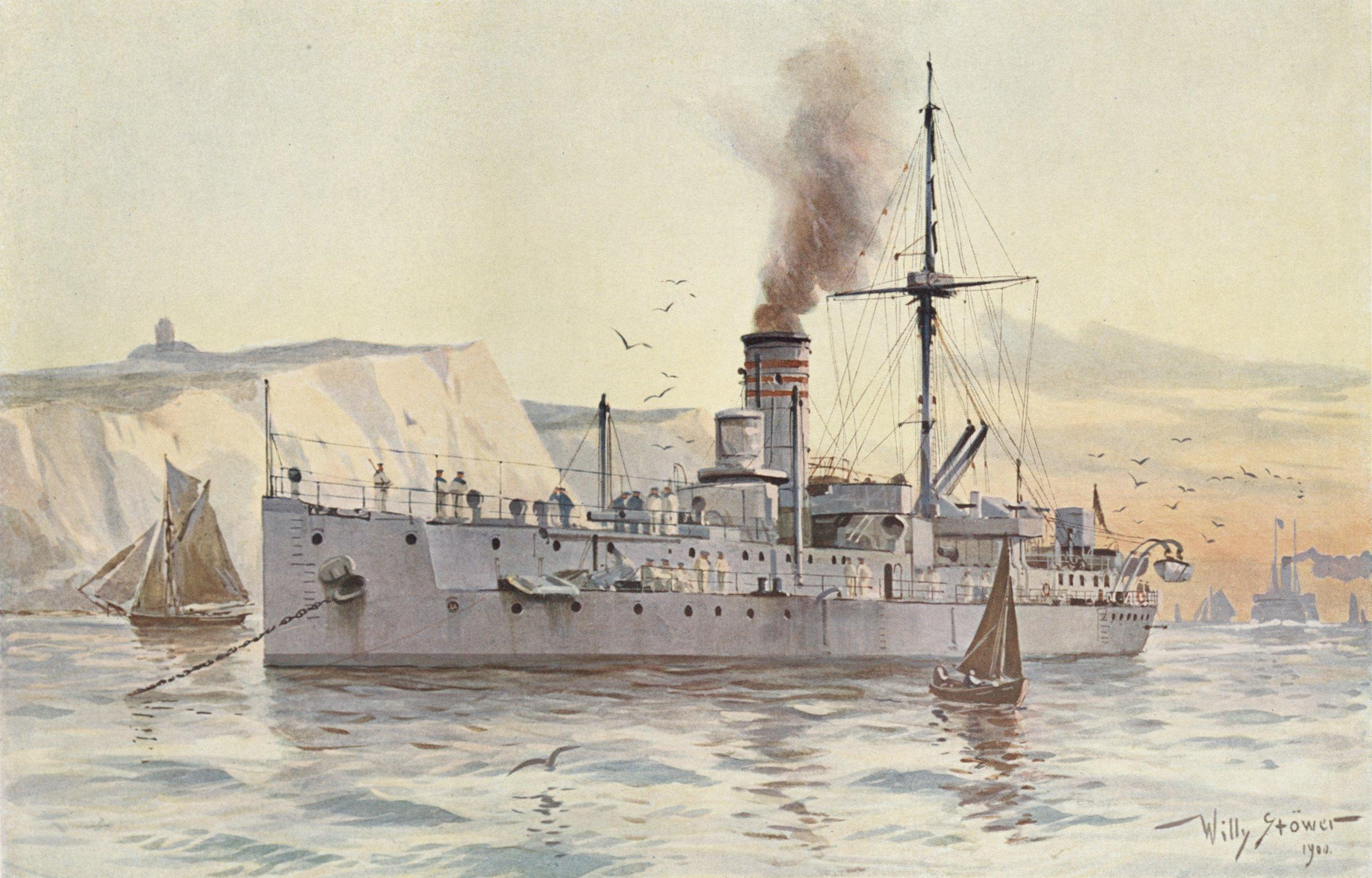
„Sachsen“ vor Anker bei Arkona – Gemälde von Willy Stöwer (1900)

Das Schiff hatte eine Länge von 97,8 m und eine Breite von 18,3 m. Die Bewaffnung bestand aus sechs 26-cm-Ringkanonen mit der Kaliberlänge 22. Vier der sechs Geschütze waren in der Mitte des Schiffes positioniert und zwei in vorderen offenen Barbetten. Ab 1886 verfügte das Schiff außerdem über fünf Torpedorohre (2 × 45 cm in den Seiten, 2 × 35 cm im Bug und 1 × 35 cm im Heck). Die Panzerung bestand aus Schmiedeeisen. Die Panzerplatten der Zitadelle waren 203–254 mm dick. Das Deck hatte 51–64 mm dicke Panzerplatten. Die Besatzung zählte zwischen 317 und 436 Mann. Der Antrieb bestand aus zwei liegend eingebauten Dampfmaschinen mit acht Kofferkesseln in zwei getrennten Maschinenräumen. Die Schornsteine waren deshalb paarweise nebeneinander angeordnet; dies führte zum Spitznamen „Zementfabrik“. Die Schiffe dieser Klasse waren die ersten der Kaiserlichen Marine, die ohne Hilfsbeseglung gebaut wurden.

## Schicksal
Am 4. September 1901 kollidierte die Sachsen vor Rügen mit dem Aviso Wacht. 1902 wurde sie in die Bereitschaft und 1906 in die zweite Bereitschaft versetzt. Von 1910 bis 1918 diente das Schiff als Zielhulk der Flotte vor der Küste von Schwansen.  Die Sachsen wurde 1919 in Wilhelmshaven abgewrackt.

## Kommandanten
- Korvettenkapitän Felix von Fischer-Treuenfeld: vom 21. Oktober 1878 bis 8. November 1878 Überführung
- Kapitän zur See Wilhelm von Wickede: vom 27. März 1879 bis Mai 1879 Probefahrt
- Kapitän zur See Paul Zirzow: von Mai 1879 bis 5. Juli 1879 Probefahrt
- Kapitän zur See Alfred Stenzel: vom 15. April 1880 bis 27. September 1880
- Kapitän zur See Max von der Goltz: vom 15. Februar 1882 bis 12. Mai 1882
- Korvettenkapitän Friedrich von Pawelsz: vom 22. April 1884 bis 30. September 1884
- Kapitän zur See Karl August Deinhard: vom 15. Mai 1885 bis September 1886
- Kapitän zur See Franz von Kyckbusch: von Oktober 1886 bis 21. November 1887
- Kapitän zur See Franz von Kyckbusch: vom 4. April 1888 bis 28. Mai 1888
- Kapitän zur See Otto von Diederichs: vom 1. Mai 1889 bis 13. September 1889
- Korvettenkapitän Carl Wodrig: vom 17. Mai 1892 bis September 1892
- Korvettenkapitän Hugo Zeye: Oktober/November 1892
- Kapitän zur See Prinz Heinrich von Preußen: von Dezember 1892 bis September 1894
- Kapitän zur See Rudolf Rittmeyer: von Ende September 1894 bis Oktober 1895
- Korvettenkapitän/Kapitän zur See Alfred Breusing: von Oktober 1895 bis Oktober 1897
- Korvettenkapitän mit Oberstleutnantrang Hugo Plachte: Oktober/November 1897
- Kapitän zur See Bernhard Wahrendorff: von April 1899 bis September 1899
- Fregattenkapitän/Kapitän zur See Wilhelm Kindt: von September 1899 bis September 1901
- Kapitän zur See Max von Basse: Oktober 1901
- Kapitän zur See August von Heeringen: vom 24. November 1901 bis 3. Februar 1902